# Shibuya
Shibuya (渋谷区 Shibuya-ku) er en af byen Tokyos 23 bydistrikter. Anno 2008 havde Shibuya 208.371 indbyggere og en befolkningstæthed på 13.540 personer per km². Bydistriktets areal er 15,11 km².
Navnet "Shibuya" bruges også om shoppingdistriktet omkring Shibuya Station, der er en af Tokyos travleste. Dette område er også kendt for sin mode, især for unge mennesker, samt et betydeligt natteliv.

## Historie
Efter åbningen af Yamanote Line i 1885 begyndte Shibuya at udvikle sig som en jernbaneterminal for det sydvestlige Tokyo. Shibuya registreret som landsby i Minami-Toshima County (Toyotama County fra 1896) i 1889, bystatus blev opnået i 1909 og byen blev en bydel under Tokyo i 1932. Den nuværende bydelsdefinition er fra 15. marts 1947.

## Geografi
I Shibuya findes mange kendte handels- og beboelsesdistrikter såsom Daikanyama, Ebisu, Harajuku, Hiroo, Higashi, Omotesandō, Sendagaya og Yoyogi.

### Distrikter
Hatagaya
Sasazuka, Hatagaya, Honmachi
Yoyogi
Uehara, Ōyamachō, Nishihara, Hatsudai, Motoyoyogichō, Tomigaya, Yoyogi-kamizonochō
Sendagaya
Sendagaya, Jingūmae
Ebisu-Ōmukai
Kamiyamachō, Jinnan, Udagawachō, Shōtō, Shinsenchō, Maruyamachō, Dōgenzaka, Nanpeidaichō, Sakuragaokachō, Hachiyamachō, Uguisudanichō, Sarugakuchō, Daikan'yamachō, Ebisunishi, Ebisuminami
Hikawa-Shimbashi
Shibuya, Higashi, Ebisu, Hiroo
35°39′49″N 139°41′52″Ø / 35.66367°N 139.69772°Ø